# Daallo Airlines
Pour les articles homonymes, voir DAO.

Logo de Daallo Airlines

Daallo Airlines (code AITA : D3, code OACI : DAO) est une compagnie aérienne privée de Somalie et de Djibouti, basée dans la ville de Djibouti. Son hub se situe à l'Aéroport international Ambouli.
Son slogan est connecting the Horn of Africa to the Global Village (relier la Corne de l'Afrique au Village global).
Après de modestes débuts avec un Cessna en 1991, elle a d'abord utilisé des avions de fabrication soviétique comme des Tu-154, Il-18, An-24 et L410. Ces avions étaient suffisamment rustiques pour les conditions d'emploi. Depuis 2003, certains de ces avions ont été remplacés par des avions plus modernes comme des B767-200, B757-200,  B737-200 et Airbus A310-300.[réf. nécessaire] Généralement, les avions de la compagnie sont rachetés et non repeints malgré le changement d'immatriculation. La compagnie se contente d'apposer son nom sur les appareils. Elle a repris à Hermes Airlines (filiale d'Air Méditerranée), un Boeing 737-500 immatriculé SX-BHR, puis un Airbus A321-100 immatriculé SX-BHS.
La compagnie a commencé des vols directs entre Djibouti et Paris en juillet 2001 et entre Djibouti et Londres en octobre 2002. Depuis 2009, elle est inscrite sur la liste noire de l'Union européenne.
La Corne de l'Afrique est le centre d'intérêt de la compagnie qui dessert 15 destinations avec une flotte de dix appareils. Parmi les autres destinations, il y a Asmara, Addis-Abeba, Bosasso, Burao, Djibouti, Dubaî, Hargeisa, Galkacyo, Djeddah, Mogadiscio, Nairobi et Charjah.

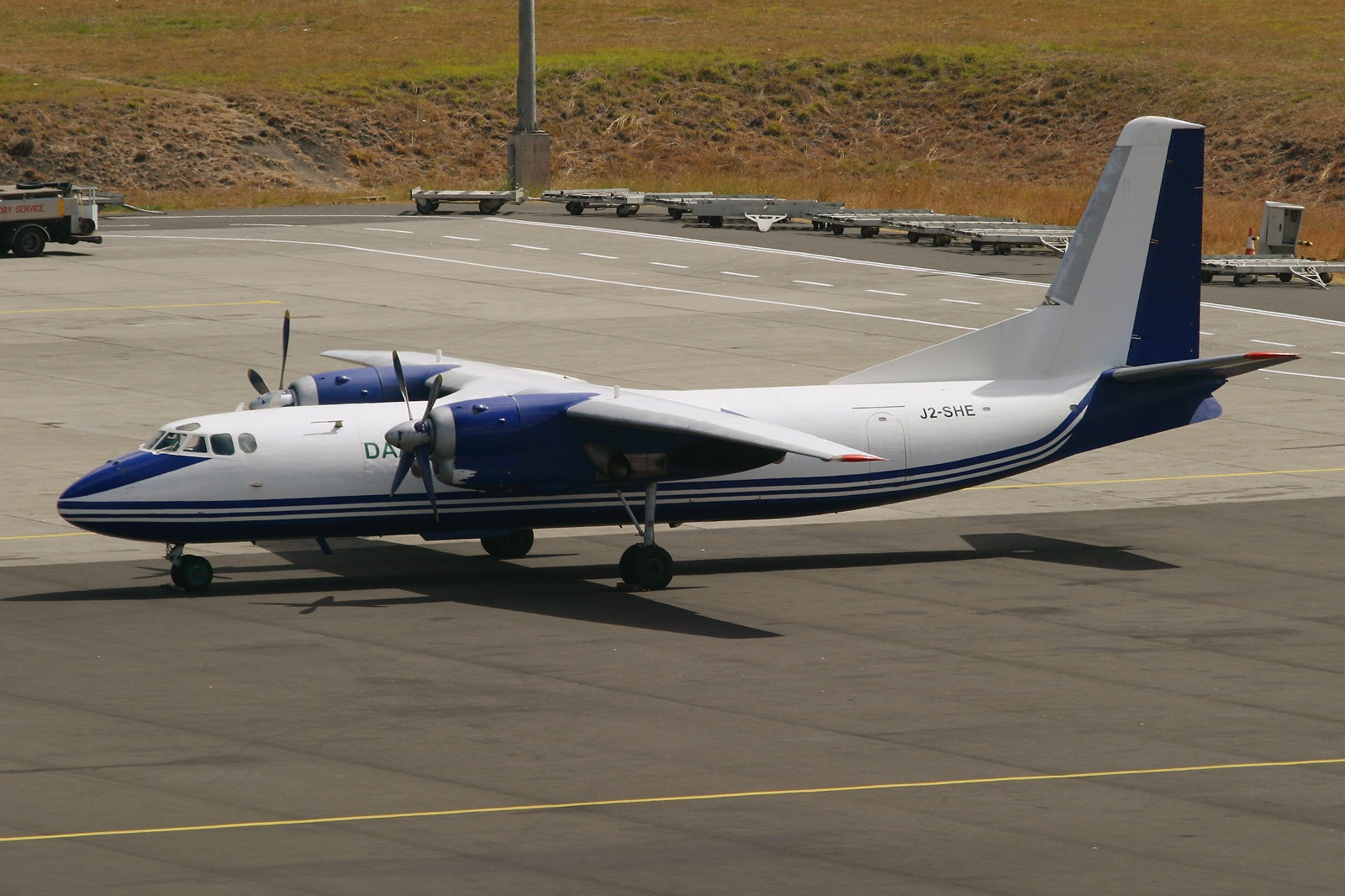
Un Antonov de Daallo Airlines en 2007

Depuis 2007, Daallo airlines est contrôlé par la holding Dubai World company Istithmar World Aviation (IWA)

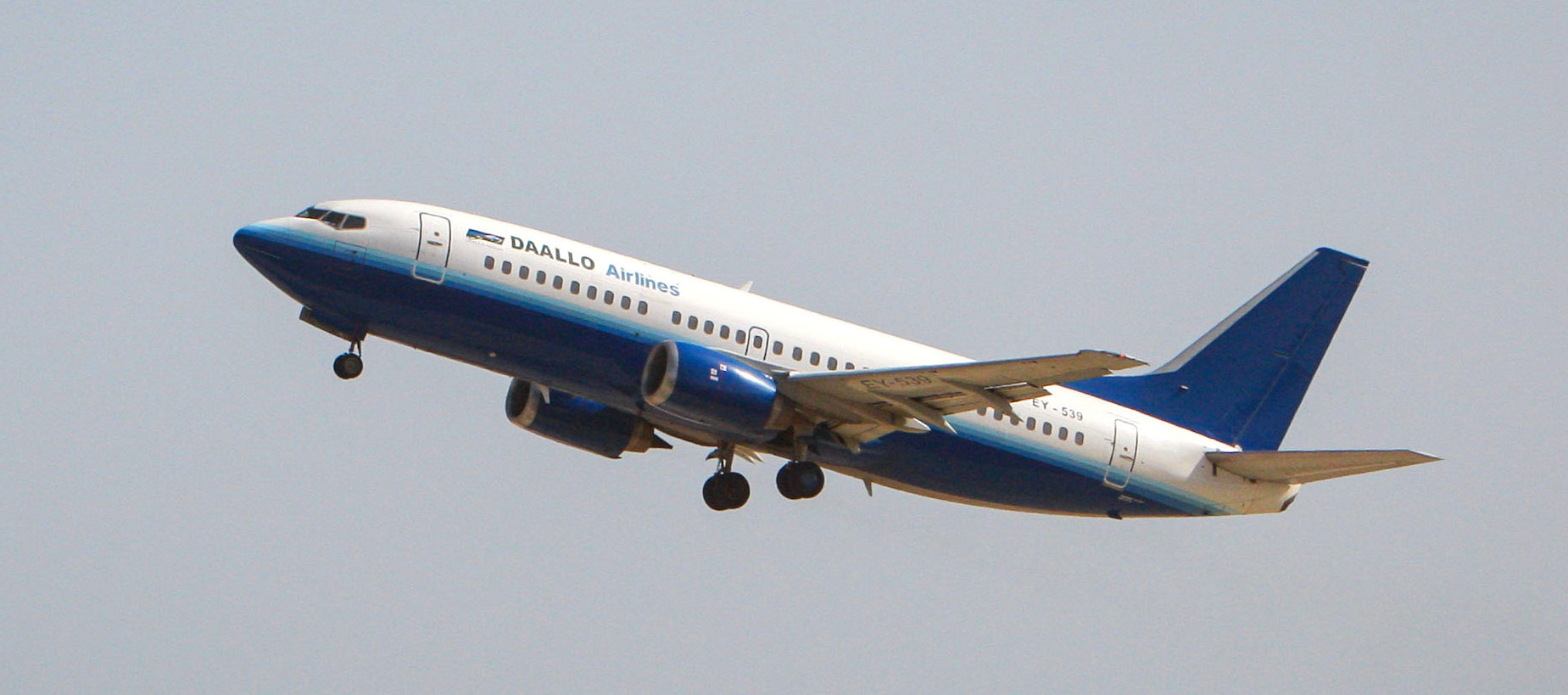
Boeing 737-300

## Flotte
La flotte se composait ainsi en février 2014 :
- 1 Airbus A321
- 1 Boeing 737-300

## Accidents
- Le 2 février 2016 , une explosion due à un attentat a lieu dans la cabine-passager de l'A321 du vol 3159 Daallo Airlines.